# 杜北街道
杜北街道办事处，是中华人民共和国河北省石家庄市新华区下辖的一个乡镇级行政单位。

## 地理位置
新华区杜北街道位于市区西北部，西与鹿泉区相邻，北与正定县毗连，南与赵陵铺路街道、赵佗路街道、西三庄街道紧邻、东与长安区桃园镇接壤。

## 行政区划
街道管辖七个行政村(前杜北村、后杜北村、陈村、上京村、西营村、东营村、南高基村)和四个社区居委会（纳帕溪谷社区居委会、乾园社区居委会、经贸社区居委会、学府路社区居委会），总面积约32平方公里。

## 交通人文
辖区道路交通便利、四通八达，学府路、丰产路东西穿越；中华大街、友谊大街、杜北大街贯通南北；石清路自东南至西北贯穿杜北。
辖区生态环境良好，自然环境得天独厚，北邻滹沱河、南有石津灌渠，南水北调工程自西南至东北斜穿而过，并且处于石家庄市划定的一、二级水源保护区内，水质醇甜。
辖区人文气息浓厚，众多院校林立，河北经贸大学、河北政法职业学院、石家庄铁路职业技术学院、石家庄财经职业学院、石家庄工程职业学院、石家庄精英博爱小学、石家庄精英中学均汇集于此。更有唐天宝年间建成的千年古刹毗卢寺坐落辖区，增添了浓郁的文化氛围。